# The House of Atreus Act I
The House of Atreus Act I — девятый студийный альбом американской рок-группы Virgin Steele, вышедший в 1999 году.

## Список композиций
Автор всех текстов — Дэвид Де Фейс, музыка — Дэвид Де фейс, все композиции, кроме 5,7,8,15 и 18 — совместно с Эдвардом Пурсино.
1. «Kingdom of the Fearless (The Destruction of Troy)»
2. «Blaze of Victory (The Watchman’s Song)»
3. «Through the Ring of Fire»
4. «Prelude in a Minor (The Voyage Home)»
5. «Death Darkly Closed Their Eyes (The Messenger’s Song)»
6. «In Triumph or Tragedy»
7. «Return of the King»
8. «Flames of the Black Star (The Arrows of Herakles)»
9. «Narcissus»
10. «And Hecate Smiled»
11. «A Song of Prophecy»
12. «Child of Desolation»
13. «G Minor Invention (Descent into Death’s Twilight Kingdom)»
14. «Day of Wrath»
15. «Great Sword of Flame»
16. «The Gift of Tantalos»
17. «Iphigenia in Hades»
18. «The Fire God»
19. «Garden of Lamentation»
20. «Agony and Shame»
21. «Gate of Kings»
22. «Via Sacra»

## Участники записи
- Вокал: Дэвид Де Фейс
- Гитара: Эдвард Пурсино
- Ударные: Фрэнк Джилчрист
- Клавишные: Дэвид ДеФейс